# Catapausa sulcatipennis
Catapausa sulcatipennis là một loài bọ cánh cứng trong họ Cerambycidae.